# Griftetal
Ett griftetal är officiantens (eller en nära anhörigs) tal vid en begravning.

## Kristen tradition
Griftetalet hålls vanligen av prästen/pastorn stående invid kistan.

### Historia
Fram till början av 1900-talet hölls hela begravningsakten vid den öppna graven på kyrkogården och det kortare griftetalet hölls då där. För bara cirka 100 år sedan kunde också istället ofta hållas likpredikan från predikstolen i anslutning till begravningen som oftast ägde rum på söndagar.
Det var vanligt förr, från 1650-talet och fram till 1800-talet, att de familjer som hade råd tryckte hela likpredikan hos ett boktryckeri. Idag finns tusentals likpredikningar bevarade. Det var vanligt att man även infogade en kort biografi, så kallade personalier, som berättade om den avlidnes liv och yrkesverksamhet, föräldrar och ibland även far- och morföräldrar, samt den avlidnes make/maka och deras barn. Den religiösa predikan kunde bestå av upp till 20–30 sidor med böner med mera som skulle ge de sörjande hjälp till en värdig sorg av sin avlidne familjemedlem.

### Nutid
Talet kan i kristen tradition innehålla budskapet om det eviga livet, det kristna hoppet inför döden, ge tröst och tolka människans levnadsvillkor utifrån tron på Jesu Kristi uppståndelse. Griftetalet utformas ofta med ett personligt tilltal till de anhöriga. I griftetalet säger prästen/pastorn/den anhörige något om den döde, om hans eller hennes liv och gärning. Griftetal förekommer även inom frikyrkorna.

### Notförteckningar
1. ↑  Andersson, Krister; et al (2003). Kyrkohandbok för Missionskyrkan. Stockholm: Svenska Missionskyrkan och Verbum Förlag. sid. 6, 128. ISBN 91-526-5660-8
2. ↑  Andersson, Krister; et, al (14 juni 2003). ”Kyrkohandbok för Missionskyrkan”. Svenska Missionskyrkan och Verbum Förlag. sid. 6, 128. Arkiverad från originalet den 8 oktober 2017. https://web.archive.org/web/20171008031151/http://equmeniakyrkan.se/wp-content/uploads/2010/10/Missionshandbokdigital.pdf. Läst 7 oktober 2017.

### Källförteckningar
- Jan-Olof Aggedal, Griftetalet mellan livstolkning och livstydning. En pastoralteologisk studie. (Bibliotheca Theologiae Practicae 71, Lund 2003
- Oloph Bexell "Från döden till sorgen. Griftetalets syfte och funktion i homiletikhistoriskt perspektiv." Begravning av Jan-Olof Aggedal m.fl. (Svenskt gudstjänstliv, årsbok årgång 73. Skriftserie Tro & Tanke 1998:6.) Uppsala 1998, sidorna 86 t.o.m. 128.
- Göran Stenberg, Döden dikterar. En studie av likpredikningar och gravtal från 1600- och 1700-talen. Atlantis 1998